# Duché de Luxembourg
Pour les articles homonymes, voir Luxembourg (homonymie) et Duché de Luxembourg (France).
Ne doit pas être confondu avec Province de Luxembourg ou Luxembourg.
1353-–1795
Entités précédentes :
- Comté de Luxembourg

Entités suivantes :
- 1795 :  République française (Forêts)
- 1815 :  Royaume uni des Pays-Bas (Luxembourg)

Le duché de Luxembourg est une ancienne principauté du Saint-Empire romain germanique. 
Il était beaucoup plus étendu que l'actuel grand-duché, puisqu'il regroupait l'actuel grand-duché, la province belge de Luxembourg, une partie de la province de Liège (environs de Saint-Vith) telle qu'on la connaît aujourd'hui, les alentours de Montmédy et de Carignan ainsi que ceux de Thionville jusqu'à Marange-Silvange en France (région Grand Est), ainsi que la région comprenant Bitburg, Neuerburg, Kronenburg, Manderscheid et Schleiden dans l'Eifel, mais aussi les localités d'Igel, aux portes de Trèves, et de Sarrebourg sur la rive droite de la Moselle (Land de Rhénanie-Palatinat) en Allemagne.

## Géographie
Le duché était composé entre autres par :

### Bailliages et prévôtés
- le bailliage d'Orchimont (Orchimont, Han-sur-Lesse, Mirwart)
- la prévôté de Thionville
- la prévôté de Luxembourg
- la prévôté d'Echternach
- la prévôté de Biedbourg ou Bitburg
- la prévôté d'Arlon

### Quartiers
- le quartier d'Arlon (Arlon, Esch-sur-Sûre)
- le quartier de Bronsfeld (Bronsfeld, Schonecken)
- le quartier de Bastogne (Bastogne, Amberloup, Fauvillers, Wiltz, Clervaux)
- le quartier de Chiny (Chiny, Florenville, Herbeumont, Izel, Orval, Étalle)
- le quartier de Diekirch (Diekirch, Larochette, Mersch)
- le quartier de Durbuy (Durbuy, Aywaille)
- le quartier d'Houffalize (Houffalize, Vielsalm)
- le quartier de Marche (Marche-en-Famenne, Nassogne)
- le quartier de Neufchâteau (Neufchâteau, Saint-Hubert, Cugnon)
- le quartier de Laroche (La Roche-en-Ardenne, Tenneville)
- le quartier de Luxembourg (Luxembourg, Heisdorf, Differdange, Remich, Grevenmacher, Wasserbillig, Echternach)
- le quartier de Saint-Vith (Saint-Vith)
- le quartier de Vianden (Vianden, Dasburg)
- le quartier de Virton (Virton)

### Seigneuries
- Soleuvre, Mont Saint-Jean, Roussy, Rodemack, etc.

### Exclaves
Raville (et ses dépendances), Merschweiller (en partie), Manderen, Villers-le-Rond,

## Histoire

### Un grand fief du Saint-Empire romain (XIVeauXVesiècle)

Le lien de parenté de la maison Luxembourg.

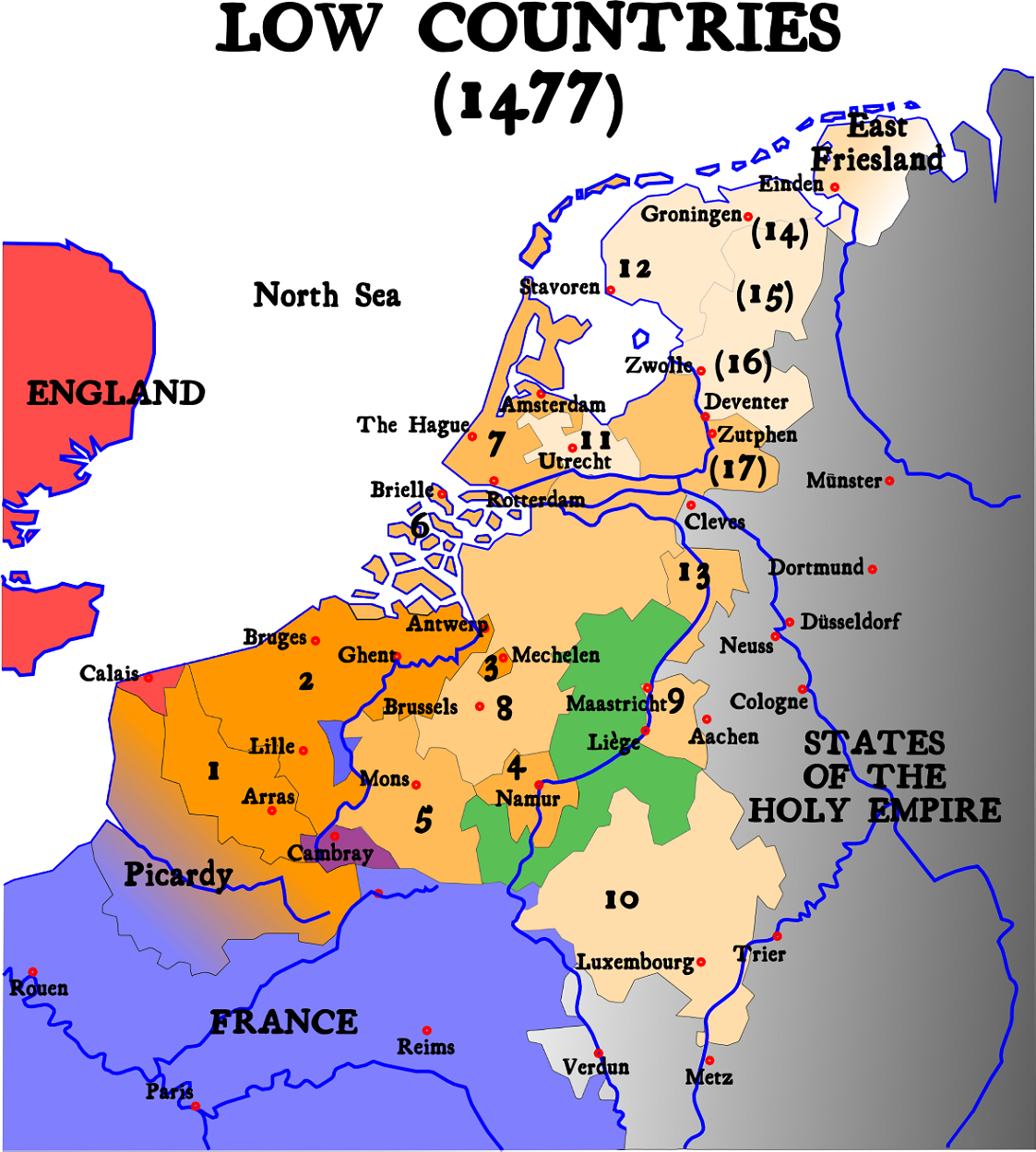
Le duché de Luxembourg (10) dans les Pays-Bas bourguignons en 1477.

Au début du XIVe siècle, la maison de Luxembourg accède au trône impérial. En 1308, le comte Henri VII est élu roi des Romains par les princes-électeurs, à l’instigation de son frère Baudouin, archevêque de Trèves, et de Pierre d’Aspelt, archevêque de Mayence, également d’origine luxembourgeoise. Un légat du pape le couronne empereur à Rome en 1312. Son fils, Jean dit l’Aveugle, épouse l’héritière du royaume de Bohême et devient roi de Bohême. Chevalier modèle, il meurt en héros au service du roi de France à la bataille de Crécy en 1346. À la suite d’Henri VII, trois autres membres de la dynastie des Luxembourg porteront la couronne royale, voire impériale : Charles IV (1346-1378), Wenceslas (1376-1400) et Sigismond (1410-1437). Le Luxembourg reste un comté immédiat du Saint-Empire romain germanique jusqu'en 1354, lorsque Charles IV élève le comté de Luxembourg avec ses "annexes" (le marquisat d'Arlon et les comtés de La Roche et de Durbuy, notamment) au rang de duché. Après l’acquisition du comté de Chiny en 1364, territoire qui ne sera toutefois jamais formellement intégré au duché, ce dernier atteint sa plus grande extension. 
Cependant, avec l’accession à la dignité royale et impériale, les Luxembourg, criblés de dettes, finissent par céder leur terre patrimoniale à des seigneurs engagistes. En 1402, Louis Ier d'Orléans acquiert le duché de Luxembourg en gagère, afin d'empêcher Philippe le Hardi de réaliser une continuité territoriale entre ses possessions de Bourgogne (duché et comté de Bourgogne) et celles des Pays-Bas (comté de Flandre et comté d'Artois). Après l'assassinat de Louis d'Orléans en 1411, Jobst de Moravie récupère ses droits. En 1441, la duchesse engagère Élisabeth de Goerlitz vend le duché au duc Philippe le Bon de la maison de Valois-Bourgogne. Déjà en 1437, la famille régnante s'étant éteinte dans les mâles, le duché était passé brièvement aux mains des Habsbourg. En 1443, le duc de Bourgogne Philippe le Bon est obligé de conquérir la ville de Luxembourg qui n'accepte pas l'accord de 1441. Le duché devient alors une des "provinces" des Pays-Bas progressivement rassemblés par les ducs de Bourgogne successifs, de Philippe le Hardi à Charles le Téméraire. Ce dernier meurt devant Nancy en 1477 alors qu'il tente de soumettre le duché de Lorraine afin de créer une continuité territoriale entre les Pays-Bas bourguignons et le "bloc" formé par le duché de Bourgogne, la Franche-Comté, le comté de Mâcon, le comté de Charolais, le comté de Nevers, le comté d'Auxerre...). Après la mort accidentelle de Marie de Bourgogne, fille unique et héritière de Charles le Téméraire, en 1482, le Luxembourg devient possession de Maximilien Ier de Habsbourg, son mari, et figurera dans l'héritage de leur fils Philippe le Beau. Ce dernier, qui épousera Jeanne de Castille, fille des « rois catholiques » (Isabelle de Castille et Ferdinand d'Aragon), deviendra notamment roi de Castille par mariage et sera le père du futur empereur Charles Quint qui reçut le titre de duc de Luxembourg à sa naissance. Pendant les quatre siècles qui vont suivre, le destin du Luxembourg sera lié à cet ensemble géographique et politique qui préfigure le Benelux.

### Uneprovincedes Pays-Bas (XVeauXVIIIesiècle)

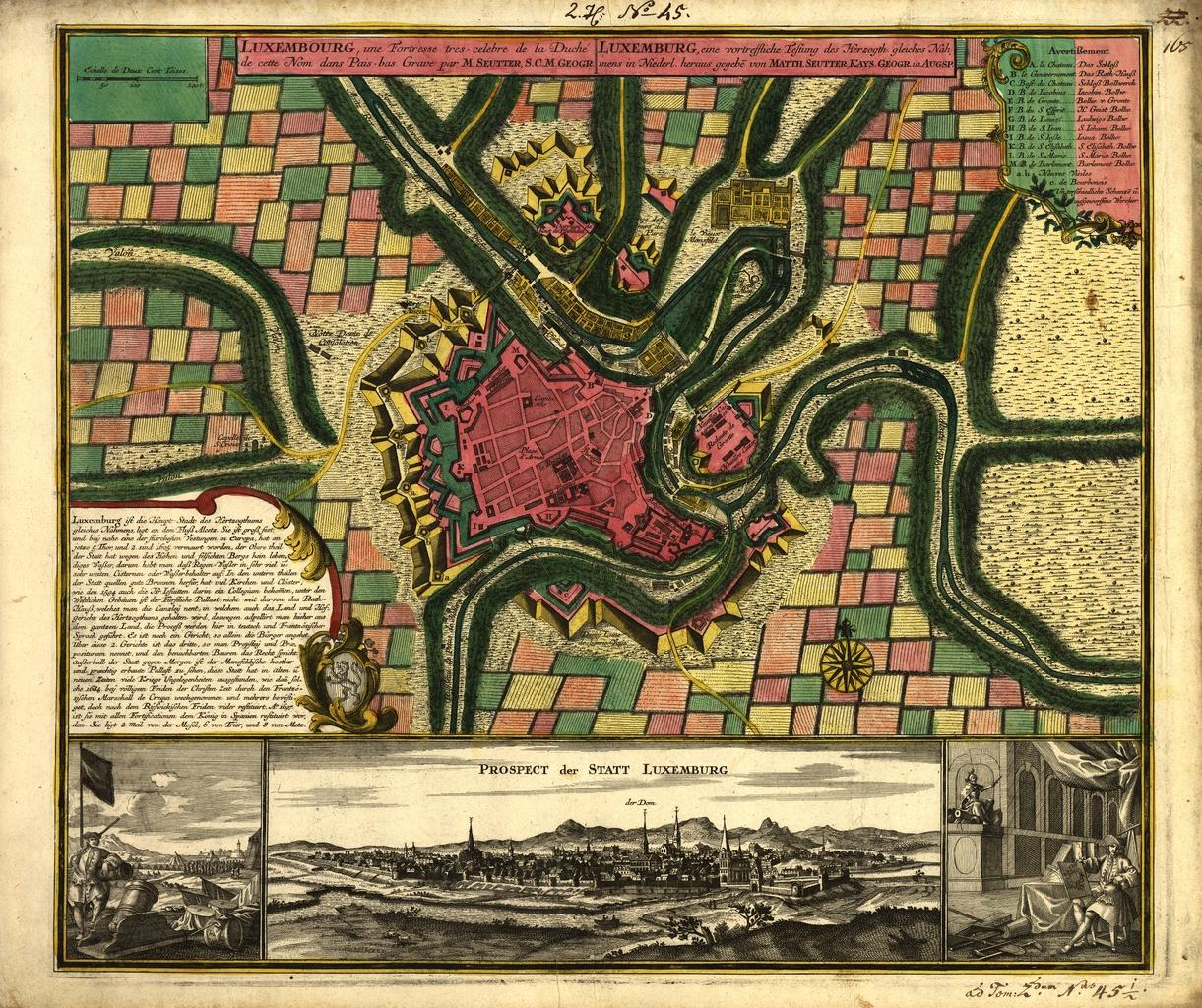
La forteresse de Luxembourg, plan de Matthäus Seutter, 1734.

Au cours des temps modernes, les Pays-Bas changent de souveraineté au gré des aléas dynastiques et politiques. À la suite de la mort du duc de Bourgogne, Charles le Téméraire (1477), les Pays-Bas passent dans le giron des Habsbourg. Pendant les XVIe et XVIIe siècles, le duché de Luxembourg et les autres provinces qui composent le territoire des Pays-Bas appartiennent aux Habsbourg d’Espagne.
Sur l’échiquier européen, le Luxembourg occupe une position stratégique importante. Dès le XVIe siècle, le pays est entraîné dans les nombreuses guerres que les Habsbourg d’Espagne et les Valois, puis les Bourbons de France se livrent pour l’hégémonie en Europe. La ville de Luxembourg est progressivement transformée en une des forteresses les plus réputées d’Europe, véritable « Gibraltar du Nord ». En 1659, le traité des Pyrénées, qui met un terme provisoire au conflit franco-espagnol, démembre toute la partie méridionale du duché — notamment Thionville et Montmédy — au profit de la France. En 1684, la forteresse de Luxembourg est assiégée par les armées de Louis XIV. Après la prise de la ville, l’ingénieur français Vauban, qui a dirigé les opérations du siège, entreprend de vastes travaux de fortification. Pendant une courte période, de 1684 à 1697, le duché de Luxembourg reste sous régime français. Les Français prennent Luxembourg comme base de départ pour leurs expéditions guerrières vers l'Allemagne, et en particulier vers le Rhin. Ce fait inquiète les voisins de la France et contribue à la formation de la Ligue d'Augsbourg en 1686. Une guerre s'ensuit, qui force la France à restituer le duché aux Habsbourg en 1697 (traité de Rijswick). En 1715, après la guerre de Succession d’Espagne, les Pays-Bas méridionaux reviennent à la branche autrichienne des Habsbourg.
Par opposition aux deux siècles précédents, le XVIIIe siècle a été une période de paix au Luxembourg. Les règnes de Charles VI (1715-1740), de Marie-Thérèse (1740-1780) et de Joseph II (1780-1790) apportent un renouveau dans de nombreux domaines. Les réformes autrichiennes, telles que le cadastre thérésien introduisant l’égalité fiscale ou encore l’Édit de tolérance accordant aux non-catholiques la liberté de culte, annoncent déjà les innovations de la Révolution française. 

### La Révolution française et le Premier Empire (XVIIIesiècle)

Localisation du département des Forêts sous l'administration française, 1811.

Lors de la Révolution française, plus précisément sous la Convention, la France conquiert une nouvelle fois le duché de Luxembourg en 1794 (la forteresse de Luxembourg, elle, capitulera l'année suivante), annexe son territoire et, dès 1795, transforme les deux tiers de ce dernier en un département français dit département des Forêts). Le tiers restant sert à former deux autres nouveaux départements : celui de Sambre-et-Meuse et celui de l'Ourthe. Cette situation est officialisée en 1797), sous le régime du Directoire.
L’introduction de la conscription, système de recrutement militaire, déclenche en 1798 une insurrection paysanne, appelée guerre des gourdins (« Klëppelkrich »). Sous Napoléon, le régime français, plus modéré, est mieux accepté par la population.

## Politique et administration

### États de Luxembourg
Les États de Luxembourg ou, en forme longue, les États du duché de Luxembourg et comté de Chiny, étaient l'assemblée d'États du duché.
L'ordre du clergé était représenté par :
- l'abbé de Saint-Maximin, abbaye impériale, près de Trèves ;
- l'abbé de Munster, dans la ville basse de Luxembourg ;
- l'abbé d'Echternach ;
- l'abbé d'Orval ;
- le prieur du monastère des Écoliers.

Les abbés de Saint-Hubert assistèrent souvent aux États.
La noblesse était représentée par les personnes :
- prouvant deux quartiers nobles du côté paternel et autant du côté maternel ;
- âgé de vingt-cinq ans ;
- possédant une terre avec haute-justice.

Le tiers-État était composé d'un député de chacune des quinze villes suivantes :
- Dans le quartier allemand : Luxembourg, Arlon, Biedbourg, Echternach, Diekierch, Grevenmacher et Remich ;
- Dans le quartier wallon : Durbuy, Bastogne, Chiny, Houffalize, Marche, Neufchâteau, Laroche et Virton.

### Armoiries
Les comtes de Luxembourg à la fin du Moyen Âge portaient : burelé d'argent et d'azur de dix pièces, au lion de gueules, armé, lampassé et couronné d'or brochant sur le tout.
Une variante de ces armoiries est peinte dans les miniatures du manuscrit du Tournoi de Chauvency (Oxford), dont l'un des héros est Henri VI le Lion de Luxembourg, époux de Béatrice d'Avesnes, mise à l'honneur dans ce poème par Jacques Bretel en 1285.